# Manguharjo
Manguharjo is een bestuurslaag in het regentschap Madiun van de provincie Oost-Java, Indonesië. Manguharjo telt 5866 inwoners (volkstelling 2010).